# Ulla Wewer
Ulla Margrethe Wewer (født 7. december 1953 i Esbønderup) er en dansk professor og tidligere dekan for Det Sundhedsvidenskabelige Fakultet ved Københavns Universitet.
Wewer blev cand.med. fra Københavns Universitet i 1980 og dr.med. samme sted i 1985på basis af undersøgelser af proteinet laminin, der findes i vævs basalmembran. Hun var fra 1983 til 1987 tilknyttet National Cancer Institute under National Institutes of Health i Maryland, USA, og kom derefter til Institut for Molekylær Patologi på Københavns Universitet, hvor hun forskede i spredningen af kræft og opnåede betydelige resultater. Som forsker har hun opnået stor anerkendelse og har publiceret henved 160 videnskabelige artikler.
Fra 1999 til 2001 var hun forskningsrådsprofessor og blev derefter professor i eksperimentel patologi. Fra 2006 til 2022 var hun dekan ved Det Sundhedsvidenskabelige Fakultet og stod dermed i spidsen for en stor udvidelse af fakultetet, idet både Danmarks Farmaceutiske Universitet og det veterinærmedicinske og husdyrområdet fra Landbrughøjskolen blev lagt under fakultetet. Hun begyndte med at administrere et budget på omkring 1 milliard kroner, men afleverede et budget på omkring 3,5 milliarder til sin efterfølger, Bente Merete Stallknecht. Det var samtidig Wewer, der præsenterede Mærsk Mc-Kinney Møller for idéen om at udvide og modernisere Panum Instituttet, hvilket førte til Mærsk Tårnet, der blev indviet i 2017 med støtte fra netop A.P. Møller Fonden.
Siden 2000 har hun været medlem af Det Kongelige Danske Videnskabernes Selskab. I 1993 fik hun Kræftens Bekæmpelses forskerpris, i 2002 August Krogh Prisen, i 2010 modtog hun Tagea Brandts Rejselegat og i 2018 Erhoff Prisen.
I 2021 blev hun ridder af 1. grad af Dannebrog.